# Mickey's Crossword Puzzle Maker
Mickey's Crossword Puzzle Maker, también conocido como Il Cruciverba Di Topolino en italiano, Micky und der Kreuzwortrātsel-Maschine en alemán y Mickey Y La Máquina De Crucigramas en español, es un videojuego de Puzle, fueron lanzadas por MS-DOS y Apple II, y fueron desarrollados por Disney Interactive Studios y publicado por Legacy Software en 1991 solo en Uniones Europeas.